# Patrimoine minier

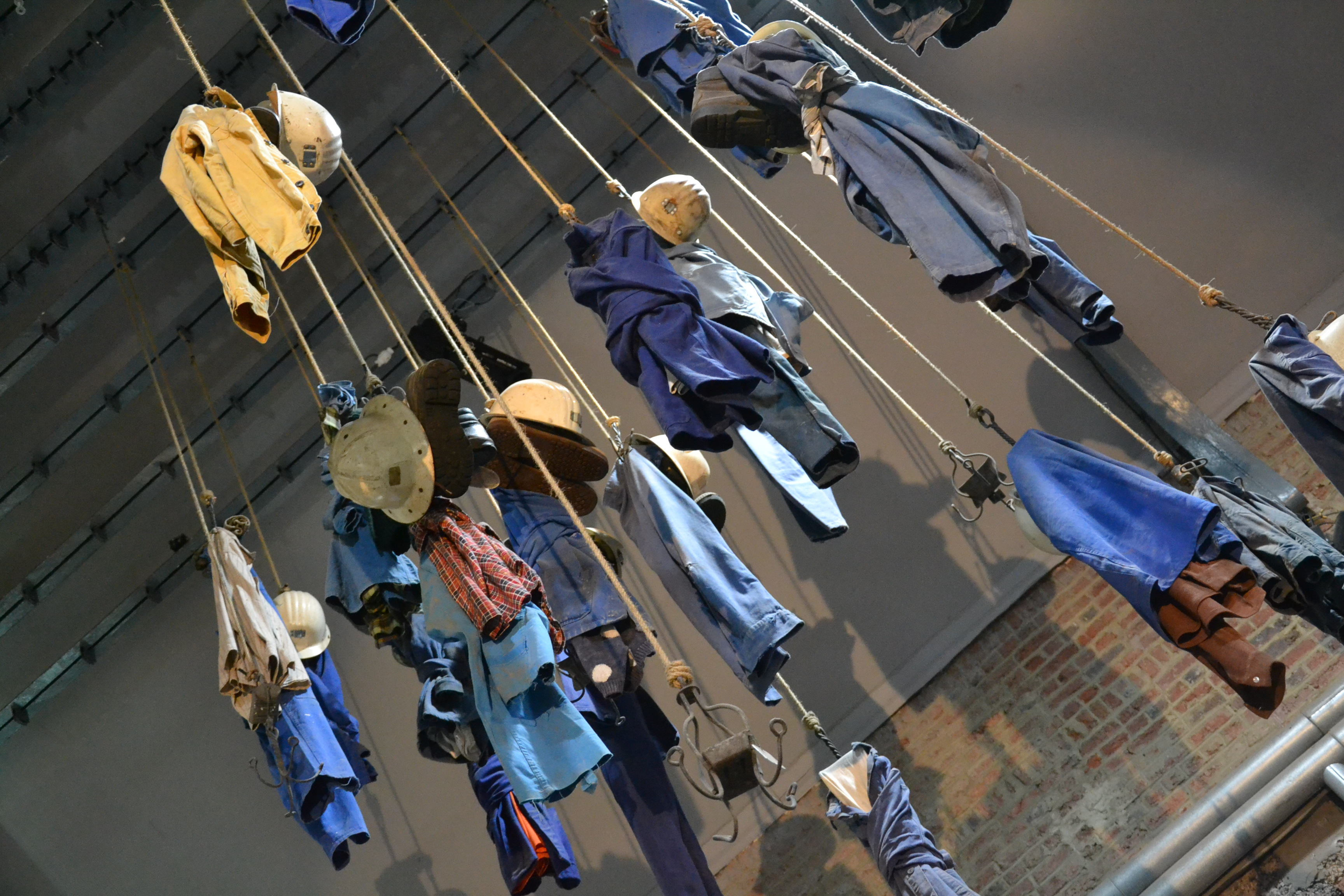
La « salle des pendus » de l'ancienne Fosse Delloye (Centre historique minier de Lewarde (Nord, France).

Le patrimoine minier désigne l'héritage matériel et immatériel généré par les activités minières, et auquel des valeurs patrimoniales sont attribuées par les sociétés qui en sont responsables. Le patrimoine minier constitue une catégorie du patrimoine culturel, et en son sein, du patrimoine industriel. 
Le patrimoine minier englobe à la fois des éléments matériels (sites miniers, bâti et objets à l'usage des acteurs de l'économie minière, ensembles paysagers) et immatériels (pratiques sociales et culturelles générées par les sociétés minières). Il peut faire l'objet d'une valorisation touristique.
La potentielle dangerosité physique ou chimique des anciennes infrastructures minières peut complexifier leur réhabilitation et leur revalorisation.